# Vengeance Valley
Vengeance Valley (br.: Vale da Vingança / pt.: Ousadia) é um filme estadunidense de 1951 do gênero western, dirigido por Richard Thorpe. O roteiro de Irving Ravetch adapta o romance de Luke Short. Em 1979, o filme entrou para domínio público nos Estados Unidos devido a produtora MGM não ter conseguido renovar os direitos no prazo de 28 anos do lançamento.

## Elenco
|  | Burt Lancaster...Owen Daybright |
|  | Robert Walker... Lee Strobie    |
|  | Joanne Dru...Jen Strobie        |
|  | Sally Forrest...Lily Fasken     |
|  | John Ireland...Hub Fasken       |

- Carleton Carpenter...Hewie
- Ray Collins...Arch Strobie
- Ted de Corsia...Herb Backett
- Hugh O'Brian...Dick Fasken
- Will Wright...Senhor Willoughby
- Grayce Mills...Senhora Burke
- Jim Hayward...xerife Con Alvis
- James Harrison...Orv Esterly
- Stanley Andrews...Mead Calhoun

## Sinopse
Owen Daybright é o capataz e Lee Strobie é o filho do rancheiro do Colorado Arch Strobie, que adotou Owen aos 15 anos de idade.
Lily Fasken fica grávida e não diz o nome do pai. Seus irmãos Hub e Dick não admitem que a irmã se torne mãe solteira e suspeitam de Owen quando ele dá 500 dólares em dinheiro para ela então começam a persegui-lo. Mas o verdadeiro pai e dono do dinheiro é Lee que se casou com Jen e não pode assumir o filho então Owen o ajuda a esconder isso. Mas Jen acaba descobrindo sobre Lee e Lily e quer abandonar o marido pois também acabou por se apaixonar por Owen. Lee fica enciumado e arma um plano para roubar o gado do pai e fazer com que os irmãos Fasken embosquem e matem Owen.